# جيراردو فارغاس هورتادو
جيراردو فارغاس هورتادو (بالإسبانية: Gerardo Vargas Hurtado)‏ هو صحفي بيروفي، ولد في 1869، وتوفي في 1932.